# 永茂镇
永茂镇，是中华人民共和国湖南省湘西土家族苗族自治州永顺县下辖的一个乡镇级行政单位。

## 行政区划
永茂镇下辖以下地区：
永茂社区、卓福村、樟木村、尖山村、于家村、芭蕉村和和平村。